# Калнс, Юргис
Ю́ргис Ка́лнс (латыш. Jurģis Kalns; род. 5 октября 1982, Лиепая) — латвийский футболист, нападающий, футбольный тренер.

## Биография
Воспитанник лиепайского футбола. В 2001 году дебютировал в высшей лиге Латвии в составе местного «Металлурга». За пять неполных сезонов сыграл 88 матчей и забил 14 голов в высшей лиге. В этот период становился серебряным (2003, 2004) и бронзовым (2001, 2002) призёром чемпионата Латвии, финалистом Кубка Латвии (2002). Также играл за «Металлург-2» в первой лиге, в 2004 году стал автором 19 голов и вошёл в пятёрку лучших бомбардиров первой лиги.
Выступал за юношескую и молодёжную сборные Латвии, принимал участие в официальных матчах.
В 2005 году «Металлург» завоевал свой первый чемпионский титул, однако Калнс в ходе сезона покинул клуб и перешёл в «Юрмалу». Команда занимала невысокие места, однако футболист имел там больше игрового времени и в сезоне 2006 года стал автором 12 голов (четвёртое место в споре бомбардиров). 8 июля 2006 года сделал «покер» в игре с «Диттоном» (6:1). Сезон 2008 года провёл в «Вентспилсе» и стал чемпионом страны, однако выходил на поле лишь в 10 матчах и не забил ни одного гола. В 2009 году вернулся в «Юрмалу» и стал автором 15 голов (четвёртое место среди бомбардиров).
В 2010 году вернулся в лиепайский «Металлург» и выступал за него следующие четыре года. Серебряный (2011) и бронзовый (2010) призёр чемпионата Латвии, трёхкратный (2010—2012) финалист Кубка страны. В 2011 году забил 16 голов (четвёртое место в споре бомбардиров). В сентябре 2011 года сделал два «хет-трика» (а в четырёх матчах в промежутке 13-25 сентября забил 10 голов) и был признан лучшим игроком месяца в Латвии. Всего за четыре года в «Металлурге» сыграл более 100 матчей, а с учётом предыдущего периода игры за клуб (2001—2005) — 189 матчей и 48 голов в чемпионатах Латвии.
В 2014 году, после расформирования «Металлурга», провёл сезон в рижском «Метта/ЛУ».
В декабре 2014 году стал главным тренером клуба первой лиги «Ауда», в первое время был играющим тренером. В 2016 году стал бронзовым призёром турнира. В августе 2017 года был уволен.
В начале 2018 года возглавил клуб первой лиги «Супер Нова» (Рига) и привёл его к серебряным наградам турнира.